# Archäologisches Museum Girolamo Rossi
Das Archäologische Museum Girolamo Rossi (italienisch Museo civico archeologico Girolamo Rossi) ist ein archäologisches Museum in der italienischen Stadt Ventimiglia und wird von dessen Stadtverwaltung unterhalten.
Es befindet sich unweit des mittelalterlichen Stadtkerns und der historischen Römerstraße Via Julia Augusta, an der Via Giuseppe Verdi, in der Stadtfestung Fortezza dell’Annunziata.
Das seit 1984 dem Publikum offenstehende Museum ist nach Girolamo Rossi (1831–1914) benannt, einem ortsansässigen Gelehrten, der das römische Theater und die historische Siedlung Albintimilium bei Ventimiglia entdeckte.
Das Museumsgebäude umfasst sieben Säle mit über 1200 Quadratmetern Ausstellungsfläche, in denen bedeutende archäologische Fundstücke (größtenteils aus den Ausgrabungsstätten des antiken Albintimilium) ausgestellt werden.

## Die Ausstellungsräume
- Saal 1: Reproduktionen der Landkarten und Dokumente aus der Fortezza dell’Annunziata
- Saal 2: Kollektion von Tonfiguren mit Persönlichkeiten des Theaters
- Saal 3: ein Grenzstein (er zählt zu den wichtigsten Funden der Region), mit römischen Inschriften aus dem 1. bis 4. Jahrhundert
- Saal 4: Skulpturen aus der Sammlung von Thomas Hanbury (19. Jahrhundert)
- Saal 5: Sammlung verschiedener Keramiken aus der Zeit des römischen Imperiums
- Saal 6: Glasarbeiten aus der westlichen Nekropole von Albintimilium (Parfumefläschen, Gläser, Kelche, …)
- Saal 7: Rekonstruktion der Nekropole von Albintimilium

## Galerie

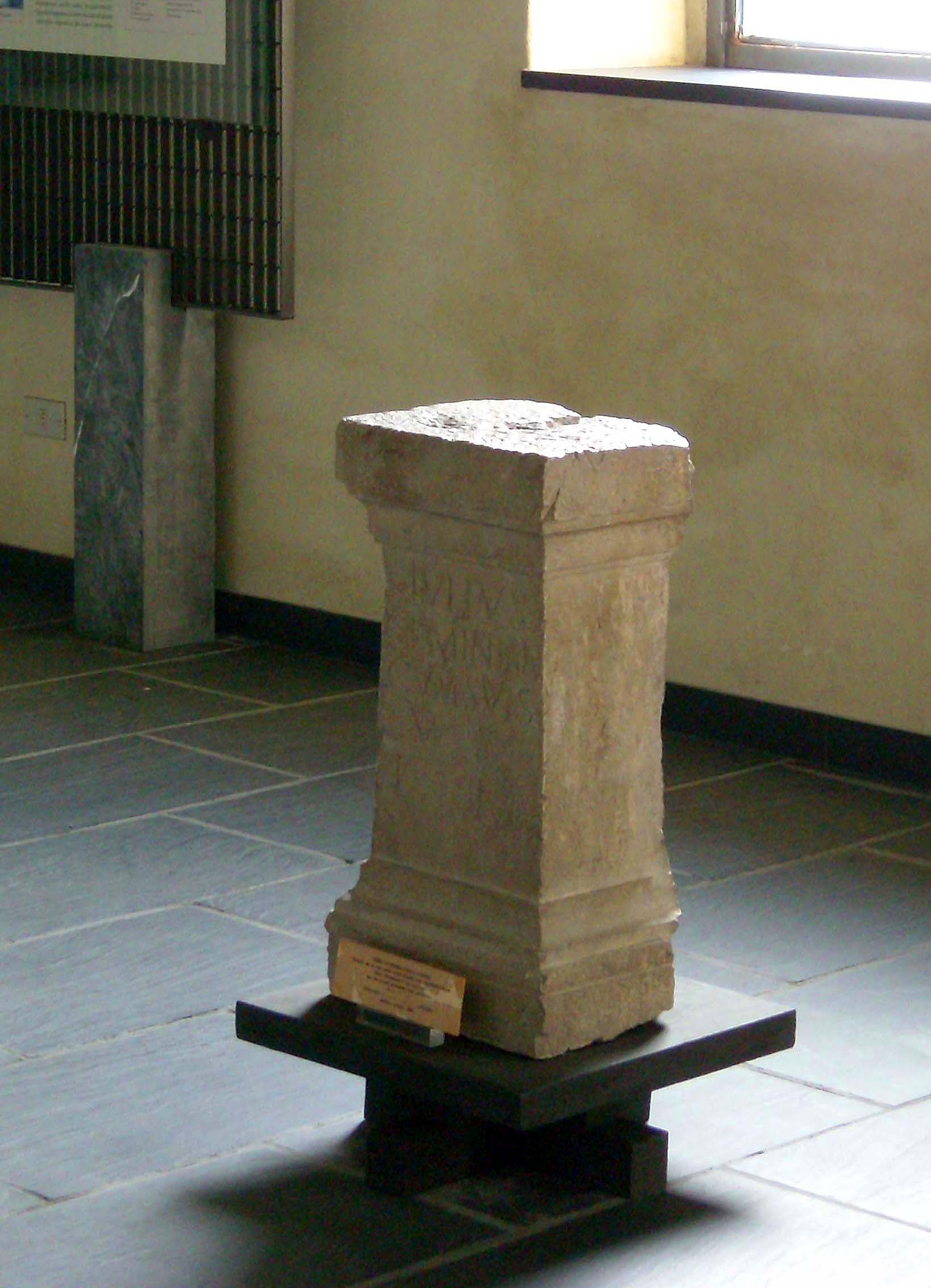
Steinsäule aus Turbia
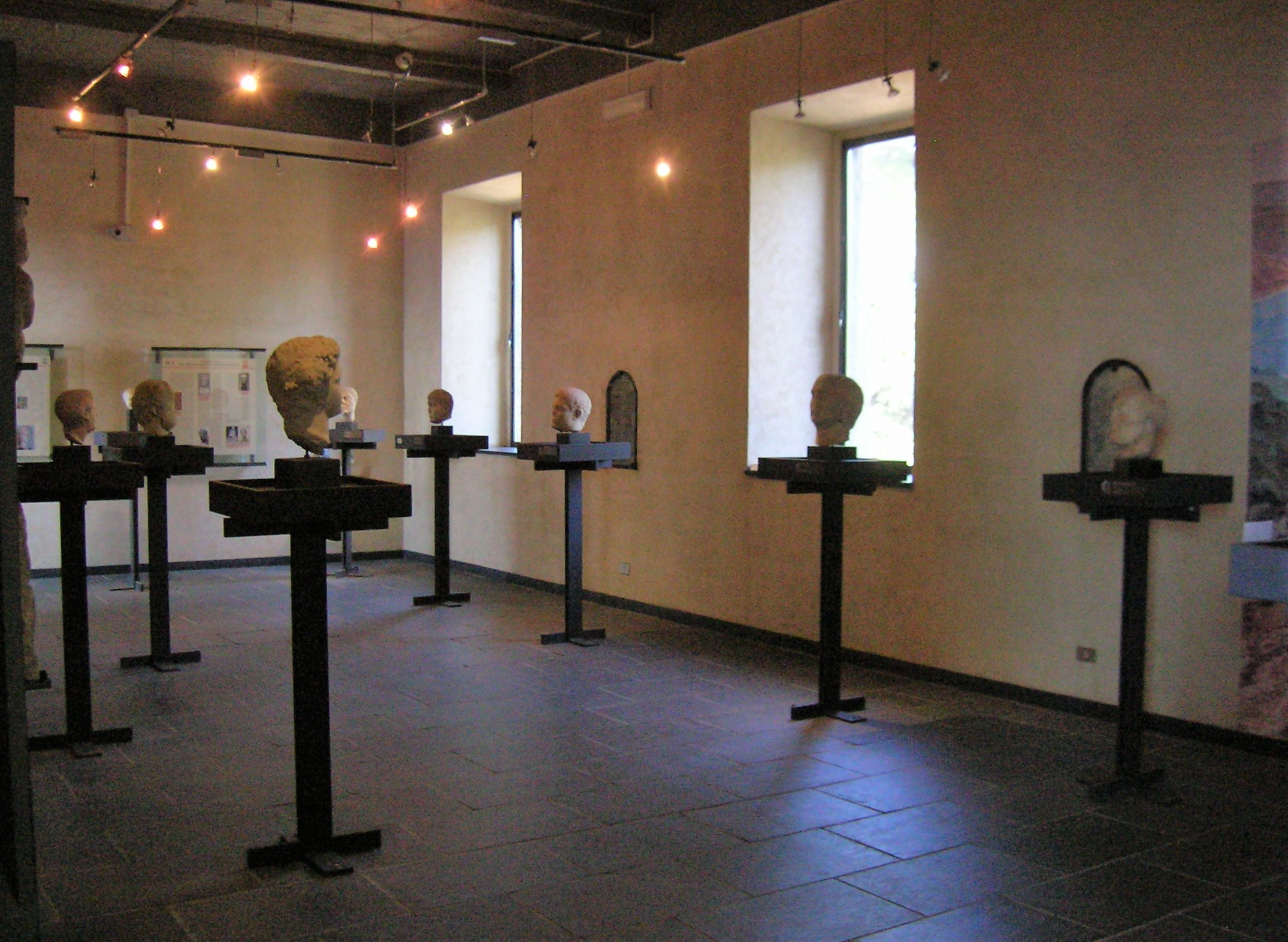
Saal 4 Skulpturen
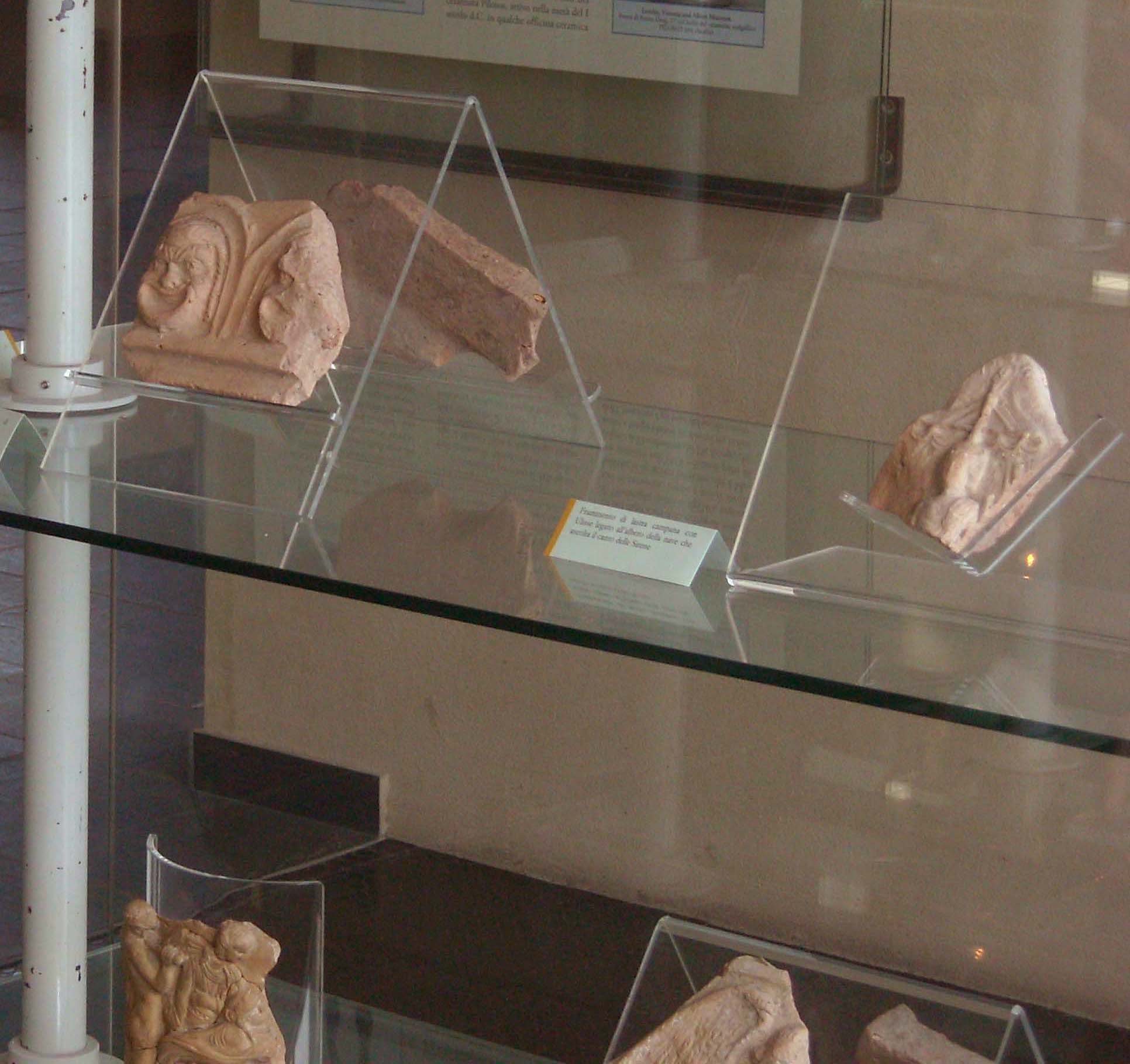
Keramikarbeiten
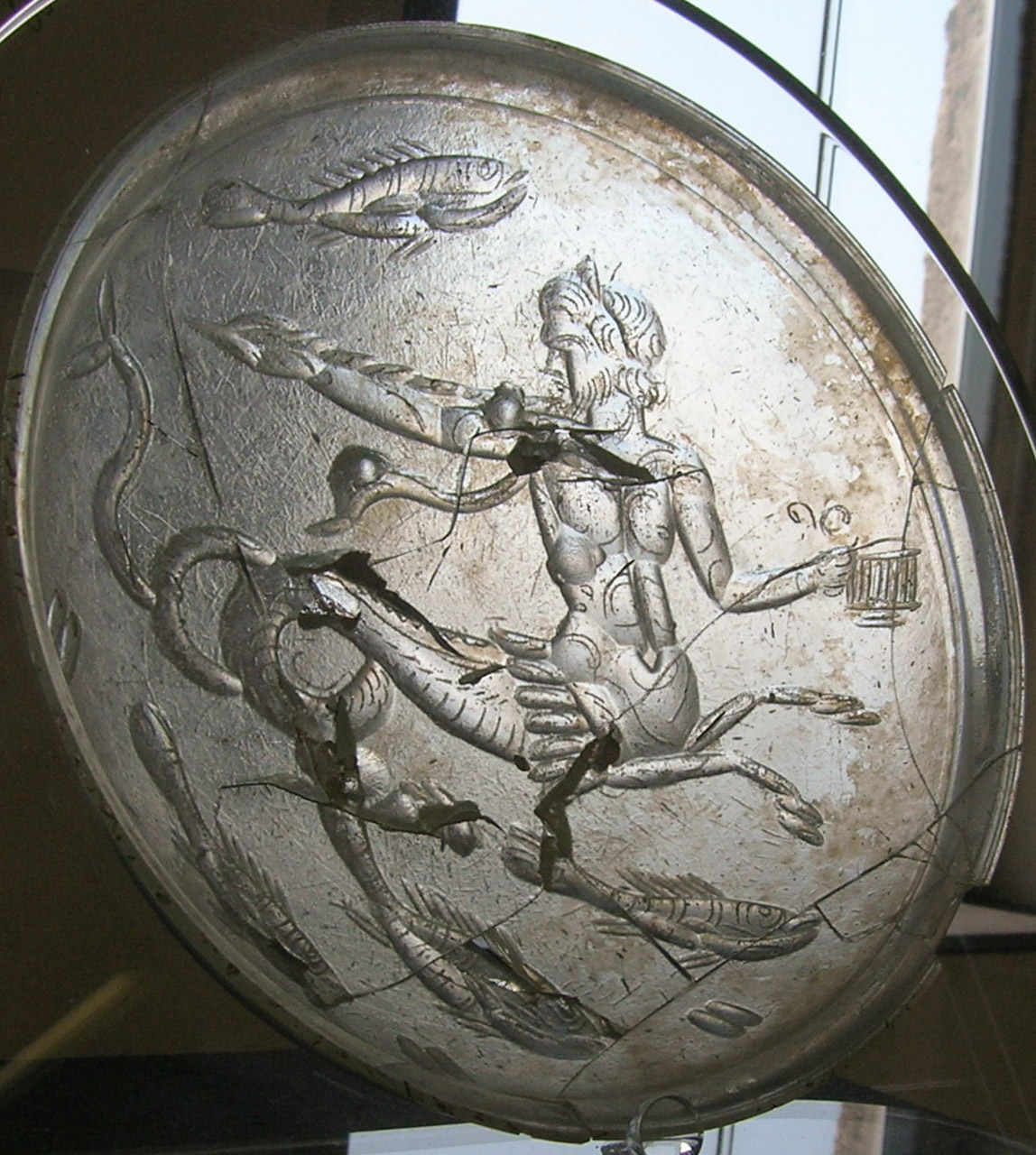
Saal 6 Glasarbeit (Ichthyozentaur)
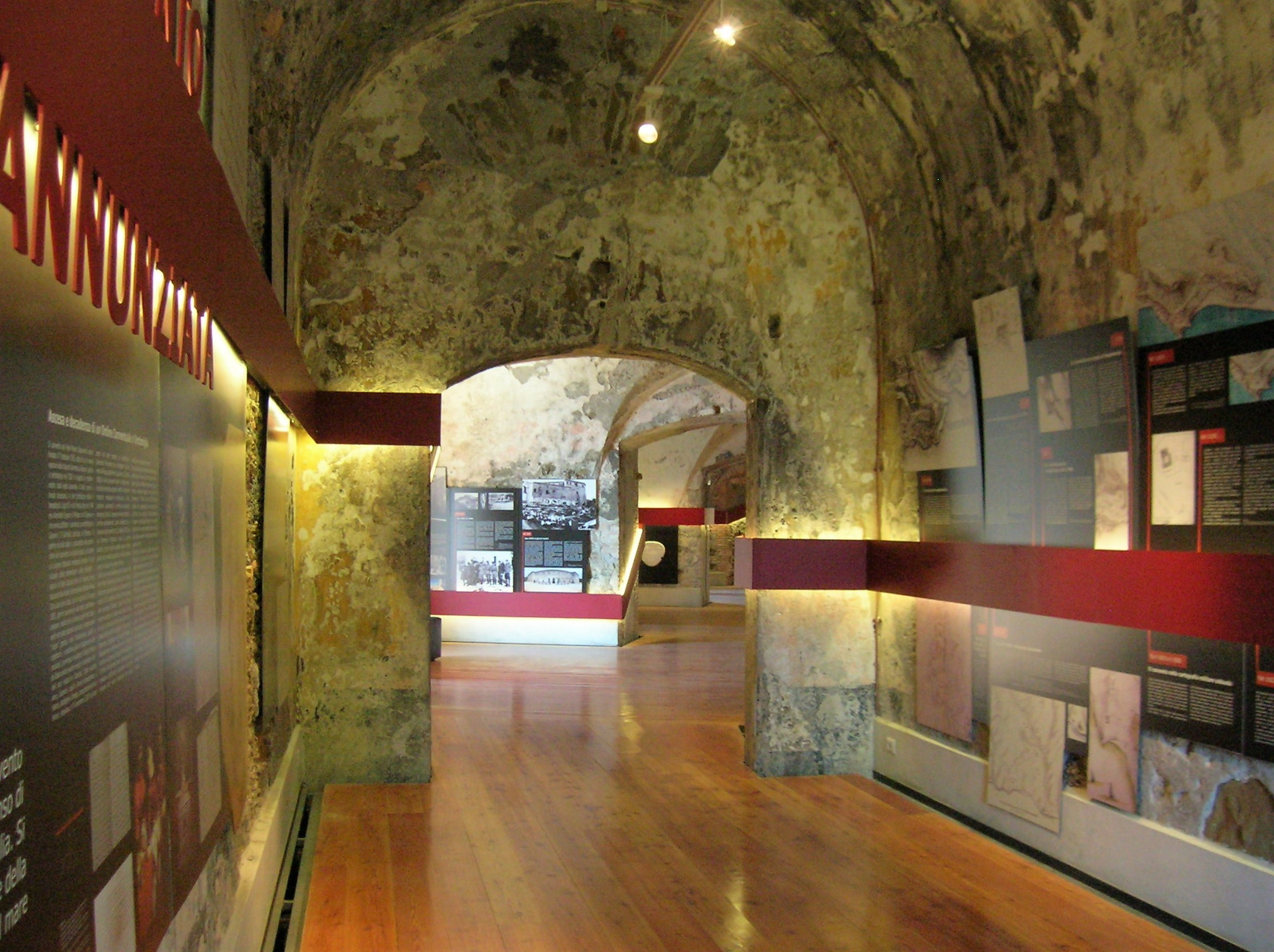
Saal 7 Nekropole von Albintimilium
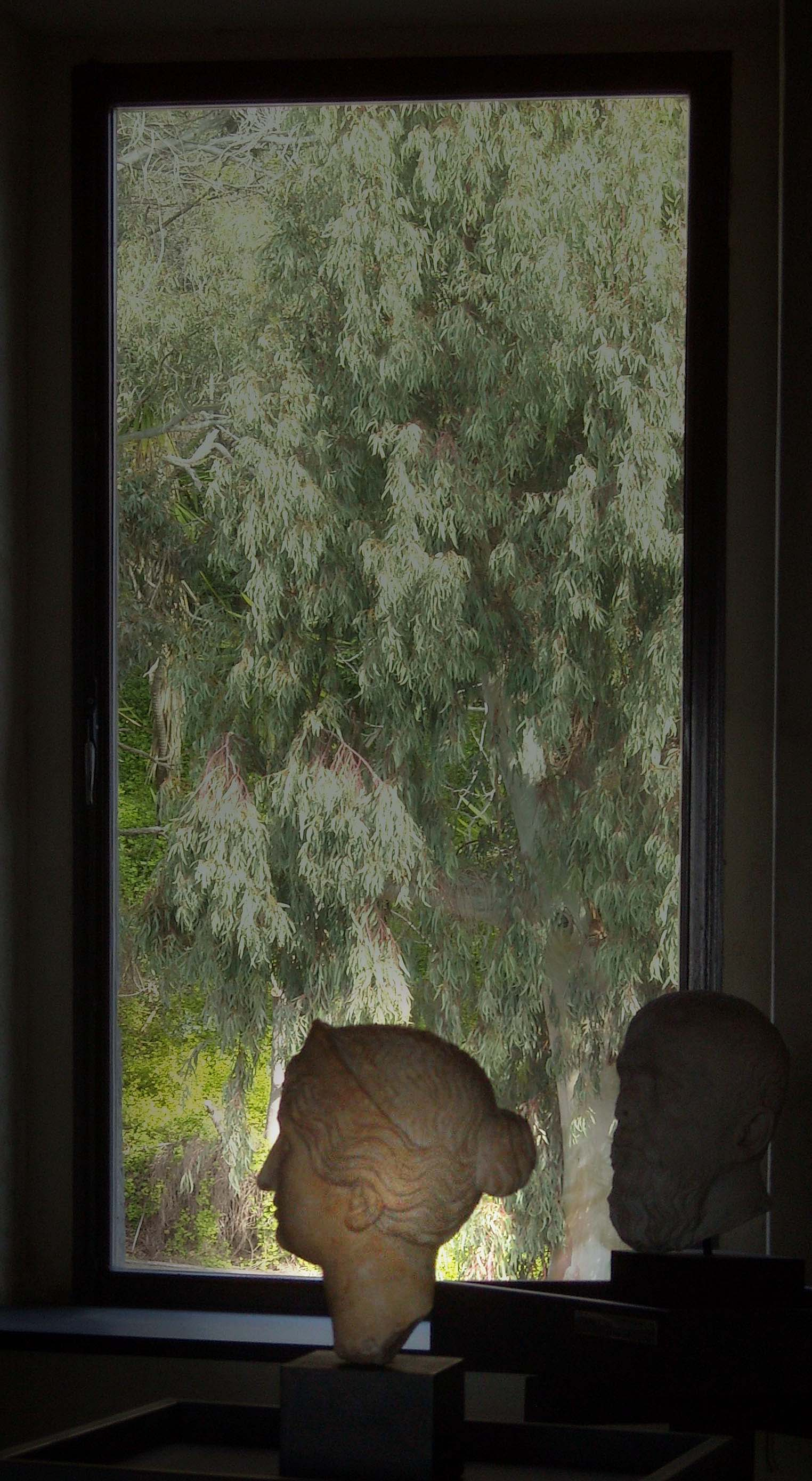
Kopf einer Juno-Statue